# Anthospermum
Anthospermum es un género con 83 especies de plantas con flores perteneciente a la familia Rubiaceae. Es originario de África tropical, Madagascar y la península arábiga.

## Taxonomía
El género fue descrito por Carlos Linneo y publicado en Species Plantarum 1: 1058– 1753. La especie tipo es: Anthospermum aethiopicum L.

## Especies
- Anthospermum aethiopicum L.
- Anthospermum ammannioides S.Moore
- Anthospermum asperuloides Hook.f.
- Anthospermum basuticum Puff
- Anthospermum bergianum Cruse
- Anthospermum bicorne Puff
- Anthospermum comptonii Puff
- Anthospermum dregei Sond.
- Anthospermum emirnense Baker
- Anthospermum ericifolium (Licht. ex Roem. & Schult.) Kuntze
- Anthospermum esterhuysenianum Puff
- Anthospermum galioides Rchb. ex Spreng.
- Anthospermum galpinii Schltr.
- Anthospermum herbaceum L.f.
- Anthospermum hirtum Cruse
- Anthospermum hispidulum E.Mey ex Sond.
- Anthospermum ibityense Puff
- Anthospermum isaloense Homolle ex Puff
- Anthospermum littoreum L.Bolus
- Anthospermum longisepalum Homolle ex Puff
- Anthospermum madagascariensis Homolle ex Puff
- Anthospermum monticola Puff
- Anthospermum pachyrrhizum Hiern
- Anthospermum palustre Homolle ex Puff
- Anthospermum paniculatum Cruse
- Anthospermum perrieri Homolle ex Puff
- Anthospermum prostratum Sond.
- Anthospermum rigidum Eckl. & Zeyh.
- Anthospermum rosmarinus K.Schum.
- Anthospermum spathulatum Spreng.
- Anthospermum streyi Puff
- Anthospermum ternatum Hiern
- Anthospermum thymoides Baker
- Anthospermum usambarense K.Schum.
- Anthospermum vallicola S.Moore
- Anthospermum villosicarpum (Verdc.) Puff
- Anthospermum welwitschii Hiern
- Anthospermum whyteanum Hiern
- Anthospermum zimbabwense Puff